# 今井栞菜
今井 栞菜（いまい かんな、1992年11月17日 - ）は、日本のAV女優。ティーパワーズ所属。旧芸名は、宇野 栞菜（うの かんな）、阿部 栞菜（あべ かんな）。

## 略歴・人物
2017年11月1日、「阿部 栞菜（あべ かんな）」としてAVデビュー。溜池ゴローの専属女優。所属事務所は、NAXプロモーション。
雑誌のインタビューで、デビュー当時は32歳の子持ち人妻とされていたが、実は20代で未婚であると告白。後に今井栞菜に改名した2024年時点では、1992年生まれとしている。
MILK(AVメーカ)で、初監督作品を作成。
2019年9月18日、公式ツイッターで「宇野 栞菜」に改名したことを報告。所属事務所はディアスグループ。
2019年10月4日、配信アプリ17.Liveで配信を開始し、同年11月1日、認証ライバーとして本格配信活動を開始する。2020年10月27日、配信アプリ17LIVEにてリスナーと干支を熊猫(パンダ)年と設定する。
趣味は映画鑑賞、料理、美容。特技はゴルフ。
初体験は高校一年生、相手は同級生。高校の部活は、吹奏楽部。プライベートでは受け身の性格。
2022年12月13日、公式ツイッターで「fantia」を始めたことを報告。
2023年2月3日、YouTubeチャンネル💓かんなの部屋💓を開設。
2023年5月15日、公式ツイッターで「ティーパワーズ所属」所属になったことを報告。
2024年、マドンナ専属となり「今井 栞菜」に改名。

## 出演作品

### アダルトビデオ
- 結婚6年目32歳の子持ちスレンダー人妻が夫にもママ友達にも内緒でスケベな願望を叶える為にAVデビュー！！ 阿部栞菜（2017年11月1日、溜池ゴロー）
- 大手企業の重役秘書人妻に猥褻マッサージをしたら乳首でイッちゃうほど敏感でエロ過ぎたので26回も中出しした不倫ビデオ（2017年12月1日、変態紳士倶楽部）
- 顔出し解禁！！ マジックミラー便 都内有数の名門大学に通う高学歴女子大生 生まれて初めての素股編 vol.07 現役インテリ女子大生20人10本番！超拡大スペシャル！！8時間！！ギンギンに勃起したデカチンを素人娘が赤面まんコキ！（2017年12月19日、ディープス）

- 女子アナ志望の某有名ミスキャンパス遂に発掘！天才的な敏感体質！騎乗位で豹変する絶倫娘！（2018年1月15日、ピーターズ）
- 「え、うそ！まだそんなに勃つの！？」友達の彼氏自慢にイラつきながらも絶倫チ○コに興味津々！略奪セックスで精子を搾り取ろうとするも予想以上の絶倫具合に返り討ち！果てないピストンで何度もイカされる！（2018年1月19日、プレステージ）
- 異業種交流会で一流企業勤務のフリをして玉の輿を狙っている美人OLをナンパすると入れ喰い状態。 自宅に連れ込みマッサージしたら発情し、デカチン味わい淫乱女に。危険日なのに中出しまでした盗撮映像（2018年2月1日、変態紳士倶楽部）
- 噂の超SS級！美貌フェロモン奥様も俺の中出しオナホール！「こんなに自分が【ドMで変態】だったなんて...」 阿部栞菜32歳（2018年2月1日、ジェントルマン/妄想族）
- 大手航空会社勤務のCAの皆さん！絶倫童貞のオナニーのお手伝いしてくれませんか？～フライト帰りの蒸れマ●コ黒パンストでファーストクラスの贅沢もてなし無制限生中出し編～（2018年2月9日、S級素人）
- イキまくり敏感デリヘル嬢は無制限中出し了解 阿部栞菜（2018年2月13日、ワンズファクトリー）
- 羞恥温泉旅行 秘湯悦楽堕ち 阿部栞菜（2018年2月15日、グローリークエスト）
- いいなり人妻寝取らせ中出し温泉旅行 菜々緒32才（2018年2月16日、クリスタル映像）
- 後ろから私をメチャクチャにして…。～人妻の犯され願望を満たすバック性交～ 阿部栞菜（2018年2月19日、マドンナ）
- 白衣のお姉さんに毎日こっそりシャブられて――― 阿部栞菜（2018年2月19日、プレミアム）
- セレブ若妻の変態穴 一見清楚...しかし身に溜まった性欲は暴発寸前！ 連れ込み不倫セックスにドロドロに溺れ、絶頂しまくるドM妻。 阿部栞菜（2018年2月25日、オーロラプロジェクト・アネックス）
- 痙攣絶頂オイルマッサージ マン汁垂れ流し監禁中出しエステ 阿部栞菜（2018年3月1日、溜池ゴロー）
- 親族相姦 きれいな叔母さん 阿部栞菜（2018年3月1日、VENUS）
- 乳首ばっかり開発痴女エステサロン 阿部栞菜（2018年3月7日、痴女ヘブン）
- 禁欲女×絶倫男 ナマで覚醒！本能剥き出し真正中出し解禁！！ 阿部栞菜（2018年3月7日、本中）
- 罠に落された新入社員 セクハラ告訴の逆恨みで嬲り尽くされる私 阿部栞菜（2018年3月13日、オーロラプロジェクト・アネックス）
- 素人三十路妻童貞筆おろしドキュメント（2018年3月15日、センタービレッジ）
- お姉ちゃんなのに弟のチ●ポに犯されたい 阿部栞菜（2018年4月1日、グレイズ）
- 家賃が支払えないなら奥さんのカラダで立て替えてもらいましょうか？笑 阿部栞菜（2018年4月1日、溜池ゴロー）
- 死ぬほど厳しい女上司にメイドさせる権利を得た 阿部栞菜（2018年4月1日、ムーディーズ）
- 最高の乳首イキ近親性交～母の敏感美乳首をつまんで引っ張りこねくり回す息子たち～ 阿部栞菜（2018年4月1日、VENUS）
- まさかノーブラ！？貧乳美人店員がコリコリに勃った乳首に気付かず働く姿に興奮してしまい…（2018年4月6日、プレステージ）
- NTR ブライダルエステに通い詰める婚約者がエステティシャンの指テクで寝取られていた映像 阿部栞菜（2018年4月7日、ムーディーズ）
- お小遣いの限界はパパ活の始まり！？パパ活女子に聞いてみた！「お金をくれたらエッチはOK？」（2018年4月13日、プレステージ）
- 立場逆転レズビアン ～大家なのに、人妻の住人に逆らえず…～ 阿部栞菜 霧島さくら（2018年4月13日、ビビアン）
- 私、実は夫の上司に犯され続けてます… 阿部栞菜（2018年4月19日、溜池ゴロー）
- 貞淑な若妻が排卵日に中出し志願 旦那の留守中に自宅で他人精子20発を子宮に連続ぶっかけされる！！（2018年4月26日、SODクリエイト）
- 素人妻vol.02～旦那と旅行中にAV撮影～栞菜 27歳（2018年5月1日、グレイズ）
- デリヘル呼んだら姉が来た！結果、お店に内緒で中出し本番セックスする事になる 13（2018年5月1日、グレイズ）
- 美人熟女のリアルプライベートSEX 昼間の盗撮ドキュメント ＃1 めぐみさん（38）Dカップ まきさん（39）Dカップ（2018年5月7日、熟女プライベート/エマニエル）
- 僕のねとられ話しを聞いてほしい 会う度に美人だと言われ続けてしつこく口説かれ半年かけて寝盗られた美人妻 阿部栞菜（2018年5月7日、JET映像）
- SOD女子社員 2018年度 公開健康診断 念入り検診10名対象4時間スペシャル（2018年5月10日、SODクリエイト）
- 何もない日常が辛すぎた地方在住の美人妻がワンデイ上京 媚薬で焦らし高めて敏感膣奥生中出し from 仙台・静岡・名古屋・神戸 ガチハメEXTREME！！260分撮り下ろし（2018年5月10日、ホットエンターテイメント）
- 一日中使い放題の人妻お貸しします。 かんなさん 31歳（2018年5月11日、S級素人）
- 女教師in... ［脅迫スイートルーム］ 阿部栞菜（2018年6月1日、ドリームチケット）
- 従順奴隷妻 ～夫の部下に堕とされて濡れる肉体～ 阿部栞菜（2018年6月7日、マドンナ）
- 股間がかゆくてデリケートクリームを塗ろうとした母親が間違えて媚薬をマ○コに塗りこみまさかの発情！『ガンガン突いて』オナニーだけでは飽き足らず結合部をおっぴろげて僕のチ○ポで膣奥イキをねだりだす。3（2018年6月7日、VENUS）
- フリマ会場は【見下ろしアングル胸チラ】の宝庫！前傾姿勢の若妻のパイオツがエロすぎて見とれていたら…（2018年6月8日、プレステージ）
- 自宅玄関で全裸ワンピース！宅配男子に胸チラ＆マンチラ見せつけたらどうなる！？（2018年6月8日、プレステージ）
- 本気（マジ）口説き イケメン軟派師に口説かれる人妻編 10 ナンパ→連れ込み→SEX盗撮→無断で投稿（2018年6月8日、プレステージ）
- 客引きナンパSEX in池袋・新宿・中野（2018年6月8日、ケイ・エム・プロデュース）
- 残酷ミラーゲームに負けるとエロ罰ゲーム マジックミラーに写る挿入部分見せつけ中出しSEX！！で大興奮の若妻達はイキまくって隣に旦那がいるのにオカワリおねだり（2018年6月13日、はじめ企画）
- 街角シロウトナンパ！vol.16仕事帰りの女上司と男部下を直撃！！上下関係の壁を超えてどこまでヤレる！？（2018年6月22日、プレステージ）
- ノンストップ激イカせ腰ガクガクSEX！！9 阿部栞菜（2018年6月25日、セレブの友）
- おま●こ取扱説明書 5（2018年7月1日、グレイズ）
- 若すぎる父の後妻 阿部栞菜（2018年7月1日、プラネットプラス）
- 罠に堕ちたエリート捜査官 阿部栞菜（2018年7月7日、アタッカーズ）
- スピリチュアルナンパ＃01（2018年7月12日、MERCURY（マーキュリー））
- 素人男女モニタリング実験でゲッツ！！♀普段は厳しい女上司 仕事に不慣れな男部下♂「親睦を深めるために、部下の体を隅々まで洗って下さい」とマイクロビキニを渡して2人きりで密室風呂に入れたらどうなる？（2018年7月13日、プレステージ）
- ピンク病院の噂は本当だった！入浴補助のヤリマンナースに絶倫チ●ポで連続ザーメン射精！！（2018年7月13日、プレステージ）
- 痴漢対策で護身術道場に通う女子は、スキだらけでヤリ放題！！稽古中に食い込み固めを仕掛けると…（2018年7月13日、プレステージ）
- 素人どっきり！スケベ イタズラ大作戦12連発！！（2018年7月19日、ATOM）
- NTRレズビアン ～僕の妻は巨乳の隣人に寝取られました～ 阿部栞菜 北川エリカ（2018年7月19日、レズれ！）
- レズれ！祝5周年記念 勉強仕事に疲れてウトウトしているととっても身近で信頼していたアノ女（ひと）が突然Hな悪戯！嫌がるどころかストップされたくないほど気持ち良くなったワタシはそのまま寝たフリ我慢していると笑顔の真性レズは股間まで手を突っ込んでくるんです…（2018年7月19日、レズれ！）
- 実話再現NTRドラマ エリート家族に降りかかる悲劇 ホームレス集団翌日ネトラレ 阿部栞菜（2018年7月19日、熟女はつらいよ）
- 手違いでお店のHPに‘NN可’とアイコンを付けられてしまって スケベな客のイカ臭い精子を断り切れずにどくどくと注ぎ込まれたナマ中出しデリヘル妻 阿部栞菜（2018年7月25日、AVS collector’s）
- 未亡人の性欲を満たすディルド専門店 阿部栞菜（2018年7月25日、セレブの友）
- 寝取らせ検証『綺麗な裸を残しておきたい』メモリアルヌード撮影で共演した夫よりも若いモデルの他人棒を見て愛液を垂らした妻はその後、SEXしてしまうのか？VOL.6（2018年8月1日、コスモス映像）
- 性奴隷の原石。かんな（22歳）（2018年8月7日、山と空）
- 兄嫁 阿部栞菜（2018年8月10日、なでしこ）
- 関東圏有名海水浴場 海の家更衣室水着着替えコインシャワー盗撮動画（2018年8月13日、カルマ）
- 母親のおかげで同級生と毎日エッチなことをしています。ひきこもりの息子の命令に絶対服従する母。引きこもりのボクの家には時々クラスの委員長などがやって来ます。プリントを渡す女子がボクに学校に復帰しようと言ってくれますがそんな気にはなれません。でもセックスは…（2018年8月19日、Hunter）
- マジックミラー号ハードボイルド ミラー号ロケでMCの練習台にされリハーサルで本番同様に電マで攻められナマ中出しセックスまでヤラされても『ミラー号の監督になるには何事も経験が一番大切なんだぞ』と言われたら泣き寝入りするしかないサディスティックヴィレッジの女AD2（2018年8月23日、サディスティックヴィレッジ）
- SOD女子社員 いきなり野球拳 業務中の社内で強制羞恥 全編射精有りの13番勝負（2018年9月6日、SODクリエイト）
- 女レ○プ師と共謀、素人エステティシャンをスイートルームに呼んで脇目もふらぬ熱心な仕事中に後ろから忍び寄ってナマ中出しレ○プ！（2018年9月6日、サディスティックヴィレッジ）
- 人妻不倫論 同じ職場で働く上司の男と部下の女。出産育児休暇で1年後の密会 阿部栞菜（仮名）30歳の場合（2018年9月7日、プレステージ）
- 非現実的妄想劇場 アナタの願望叶えます！ 「時間よ止まれ！」もしも…時間を止められる超能力を使えたら？ 今回も制服美少女、Hなお姉さんOL、白衣の天使美人看護師さんにた～くさん中出ししてやったぞ！編（2018年9月13日、カルマ）
- ラグジュOL ランチタイムにAV出演する働くオンナたち VOL.008（2018年9月14日、ケイ・エム・プロデュース）
- 六本木高級キャバで働くお姉さんS級素人出演！！かんなさん25歳（2018年9月14日、S級素人）
- べろきすがハンパない端麗敏感コスプレ生保レディの淫語連発悶絶中出し痴女遊戯 阿部栞菜（2018年9月25日、AVS collector’s）
- 姉夜這い中出し盗撮レ●プ SIS-091（2018年10月1日、グレイズ）
- エリートOL史上最悪の恥辱 阿部栞菜（2018年10月4日、グローリークエスト）
- 淫乱手コキ天使 阿部栞菜（2018年10月4日、MILK）
- 駐輪場パンツごと挿入大量射精痴漢（2018年10月7日、アパッチ）
- PTAINレズバトル（2018年10月11日、サディスティックヴィレッジ）
- 関東圏某老舗旅館従業員盗撮動画 宿泊先の旅館の一室「ご自由にお飲み下さい」と室内に置かれた飲み物には大量の睡眠導入剤が混入されていた… 色白美人巨乳な女性宿泊客ばかりを狙った昏睡レイプ動画（2018年10月13日、カルマ）
- アルバイト先のパート美人妻を自宅に連れ込んだらめちゃくちゃ性欲旺盛で大変なことになった話 寝取られ人妻NTR盗撮生セックス（2018年10月13日、カルマ）
- 父が出かけて2秒でセックスする母と息子 阿部栞菜（2018年10月13日、VENUS）
- 逸材！！ ド素人の人妻は、従順発情ペット。かんな りん あめり（2018年10月27日、ビッグモーカル）
- 高級キャバ嬢の枕営業術～お店に内緒のアフター性接待～Vol.001（2018年11月9日、ケイ・エム・プロデュース）
- 制服美少女 全身女体観察 ＃2（2018年11月13日、カルマ）
- 悲劇は繰り返される！会社訪問にやってきたリクスー就活女子を昏睡レイプしたデカチン人事担当者の記録動画（2018年11月13日、カルマ）
- 働く新卒社会人と性交。VOL.009（2018年11月23日、ケイ・エム・プロデュース）
- 【実録リベンジポルノ 猥褻映像流出】 ○山女学院在籍中かんなさん 阿部栞菜（2018年11月24日、JUMP）
- 発情した姉たちと禁断性交する弟の近親相姦映像 4時間（2018年12月1日、グレイズ）
- 旦那と温泉旅行中の1時間「中でドクドクいってる…もっと奥にください」バレてはいけないスリルと興奮のなか他人棒を何度も求めるママは「中出し6発」でやっと満足（2018年12月6日、SODクリエイト）
- 羞恥 ある日突然男女社員混合 強制OL健康診断2018 スペシャル 2枚組（2018年12月6日、サディスティックヴィレッジ）
- 学生時代に僕をイジメていたヤンキー幼なじみ娘と僕が見習いをやっているエステ店で偶然エンカ（エンカウント）しました Vol.1（2018年12月6日、サディスティックヴィレッジ）
- これ見て元気だして！と、僕の股間を元気にさせるマジ天使な憧れのセンパイたち。 部活の先輩女子が先生に怒られている僕を見て不憫に思って、慰めてくれたラッキー。（2018年12月6日、SWITCH）
- 昼下がり町内会！若妻たちのちょっと危険でかなりHな王様ゲーム！！16 母の代理で参加した町内会の集まりでまさかの展開！若い時に王様ゲームをした事が無いという話で盛り上がった奥様方が急に「王様ゲームやりたい！」と言い出したんです。男はボクひとりしかいない…（2018年12月7日、Hunter）
- 女子○生 修学旅行 集団夜這い動画 同級生の寝ているすぐ横で…繰り返される悲劇！（2018年12月13日、カルマ）
- 癒しの寸止め淫語で絶頂へ導く回春チャイナエステ（2018年12月14日、ケイ・エム・プロデュース）
- 年下の義母（2018年12月14日、新世紀文藝社）
- 素人ヘアヌード大図鑑～高学歴女子大生編（2018年12月14日、S級素人）

- 立証！！平日の昼間ゴルフの打ちっぱなししてる女子は美人だしヤレる説！！！超絶美人の元秘書編（2019年1月1日、AV）
- 禁断介護 阿部栞菜（2019年1月3日、グローリークエスト）
- 美尻若妻の集団突き出しピタパン尻に大興奮！！ ヨガ教室に参加してみたら男はボク1人！？周りを見渡すとヨガのポーズでお尻が強調されたピタパン若妻だらけでとにかくエロ過ぎる！！そんな環境なので…勃起しまくり！勃起していたら当然、バレてしまい醜態をさらすハメに…（2019年1月7日、Hunter）
- ノーパンノーブラの無防備な格好でゴミ出ししている人妻が童貞の僕の視線に気づいたのかわざと胸＆マ●コをチラつかせてくる！チラつかせてくるだけでなくまさかの「興奮した…？もっと見たい…？」と誘惑してきて…（2019年1月11日、ケイ・エム・プロデュース）
- ピタパン美尻家政婦 媚薬発情連続中出し痴漢（2019年1月19日、アパッチ）
- 親に隠れてこっそり姉弟近親相姦 親の前ではわざと姉弟ゲンカ！しかし、実は姉弟以上の関係で2人きりになるとすぐに近親相姦セックスを始める！（2019年1月19日、ゴールデンタイム）
- ボクはもうこれ以上イジメられたら学校に行けない…。だから義理のお母さんを差し出すのでこれ以上ボクをイジメないでください！（2019年1月19日、お夜食カンパニー）
- 臨場感が激ヤバ！人妻SEX流出映像4時間（2019年2月1日、グレイズ）
- 「時間よ止まれ！」もしも…時間を止められる超能力を使えたら？（2019年2月1日、カルマ）
- パツパツ尻パンストに擦りつけたい。 近所の若妻たちのムチムチ太股パンストを見てたら、奥さん達も夫以外の男に見られて発情しちゃった！（2019年2月7日、SWITCH）
- 悪徳エロ医師盗撮39 ○○産婦人科セクハラ診察（2019年2月13日、カルマ）
- 窓越しの誘惑　向かい部屋に住む人妻と覗き魔で童貞な僕との筆下しＮＴＲ性交（2019年2月15日、ピーターズ）
- バレそうなスリル感で興奮し何度も激イキ！10人の自画撮り何処でも見せたがる変態女オナニー（2019年2月15日、プリモ）
- エロエロ！AV面接VOL.2（2019年2月22日、プレステージ）
- 完全撮りおろし！主観フェラ抜き体験8時間Vol.5（2019年2月25日、オーロラプロジェクト・アネックス）
- まるで洗濯板！？貧乳美熟女8人（2019年3月1日、プラネットプラス）
- 友人の母親 阿部栞菜（2019年3月1日、VENUS）
- 親父の再婚相手はソソる若母 息子のボクと、ほとんど年の変わらない女性と再婚した親父…引きこもりで彼女もいないボクにとって久々の女性は義母と言えど刺激的！！すると女慣れしていないボクを楽しむように挑発する義母！？（2019年3月7日、SOSORU×GARCON）
- シンプルに上手なフェラ 見た目普通の女の子なのにじゅっぽじゅっぽとエッチな音立てながらフェラする素人娘12人（2019年3月7日、かぐや姫Pt/妄想族）
- 非現実的妄想劇場 アナタの願望叶えます！ もしも…こ～んなHな看護師さんがいたら？ピタっとしたパンツスーツのお尻があまりにもエロすぎて我慢できないッ！（2019年3月13日、カルマ）
- 衝撃流出！休日出勤の美人OLを昏睡レイプした巨砲20cmデカちん委託業務清掃員の記録動画（2019年3月13日、カルマ）
- がぶ飲み放尿小便！素人娘12人の新鮮おしっこを直で飲尿させていただきました（2019年3月19日、かぐや姫Pt/妄想族）
- スレンダー美熟女に中出し4 10人（2019年3月22日、なでしこ ）
- 科学部の真面目な少年たちがしでかしたこと… 教育実習生昏睡レイプ映像 被害者20名（2019年3月25日、レッド）
- 一度イッたら止まらない！大人しそうな清純派女子●生12人が大胆に何度も昇天！マン汁くちゅくちゅイキまくりオマ●コ指入れ自画撮りオナニー4時間（2019年4月1日、グレイズ）
- 「イク時は一緒だよ」 ビクビク痙攣アクメ状態で同時イキ！！たっぷり中出し100連発！！（2019年4月1日、ワンズファクトリー）
- 万引き若妻バックヤード拘束輪姦3 万引きをした主婦を捕まえ、バックヤードに拘束して従業員全員で入れ替わり立ち替わり性的制裁を加えて犯しまくる！（2019年4月7日、アパッチ）
- 女子学生診察 女子学生たちにワクチンと称した睡眠薬を注射し昏睡レイプしていた医師 被害者20名（2019年4月7日、東京スペシャル）
- 夜間巡回中の美人看護師ばかりを狙ったクロロホルムレイプ動画（2019年4月13日、カルマ）
- OL全身女体観察 ＃4（2019年4月13日、カルマ）
- あなたのチ●ポ洗います。2 素人アルバイト9人（2019年4月19日、かぐや姫Pt/妄想族）
- エクストリームエクストラマッチVersionピンク vol.2（2019年4月19日、バトル）
- イケメンが美女を！部屋に持ち帰り（目隠し）途中でブサ爺と交代セックスして中出しされたらどうなるの？（2019年4月25日、レッド）
- 素人娘のおま●こ図鑑 じっくりおっぴろげ女性器コレクション12人（2019年5月7日、かぐや姫Pt/妄想族）
- 新宿歌舞伎町 雑居ビルで泥酔している女性をサクッとSEX中出し男の犯行映像はこちらです。 被害者20名（2019年5月7日、東京スペシャル）
- 欲求不満ドMシロウト人妻 美人妻たちの肉欲願望 4（2019年5月17日、MAD）
- 私は飲酒運転の奥さんと交通事故を起こし逃がしてから後日呼び出し警察沙汰にしない代わりにと好き放題中出しセックスしまくっていましたので投稿します。（2019年5月19日、熟女はつらいよ）
- ネットで入手した昏睡薬「クロロホルム」 修学旅行女子学生 旅館夜這い 同級生男子たちによるクロロホルム昏睡集団レイプ（2019年5月25日、レッド）
- READY TO RUMBLE 2（2019年5月31日、バトル）
- 変態なま唾レズ接吻狂 ～女子大生が堕ちゆくなま唾痰まみれレズ猥褻淫交痴態！！～ 阿部栞菜 星あめり（2019年6月1日、U＆K）
- 撮影の合間にメイクルームでオナニーをこっそりスマホで自撮りするAV女優達 vol.1（2019年6月6日、グローリークエスト）
- ボクの部屋がいつしかヤリマン女子たちのたまり場に！自宅を勝手にイケてるグループのたまり場にされている気弱なボクだけど、イケメン野郎が連れて来るクラスで一番カワイイ女子や巨乳、ドMな後輩、セフレ…と、お下がりとはいえエッチできるから、大好きな一人の時間が…（2019年6月7日、Hunter）
- 素人娘のアナル図鑑2 呼吸をするようにヒクヒクと動く肛門をじっくり観察 おっぴろげアナルコレクション13人（2019年6月7日、かぐや姫Pt/妄想族）
- 定年退職してヒマになったドスケベ義父の嫁いぢり 阿部栞菜（2019年6月13日、VENUS）
- 純真でおしとやかな美人妻は夫の上司に手篭めにされ性奴隷になる 阿部栞菜（2019年6月16日、マキシング）
- 抜きや本番は当たり前！メンズエステ＆性感マッサージ8時間（2019年6月19日、ROOKIE）
- 【探偵調査ファイル】【不倫】【8カメ盗撮】【自宅24時間監視】 あなたの妻の浮気調査を無料でします。もしもクロだった場合のみ報酬としてAV販売させていただきます。Vol.3 愛川夫妻（仮名）アイドル系激カワ妻・阿部夫妻（仮名）清楚モデル系美人奥さん（2019年6月19日、熟女はつらいよ/熟女卍）
- 羞恥洗脳ガニ股おしっこ星人にされちゃった！？（2019年6月20日、ROCKET）
- ローリングクンニッチホールド 回転クンニ固めであのコのご開帳おマ○コ舐めまくっちゃえ！！（2019年6月25日、アロマ企画）
- 息子の嫁と義父 阿部栞菜（2019年6月27日、タカラ映像）
- 嫌いな義父に中出しレ×プされ続けた人妻 阿部栞菜（2019年6月28日、人妻花園劇場）
- バトル　リベンジシリーズ　ザ・レズファイト4（2019年7月5日、バトル）
- 何もない日常が辛すぎた地方在住の美人妻がワンデイ上京 媚薬で焦らし高めて敏感膣奥生中出し 300分SPガチハメEXTREME！！（2019年7月10日、ホットエンターテイメント）
- 丸の内整体院 エリートOLたちは昏●薬入りのお茶を飲んだ後施術中に眠ってしまい… 被害者20名（2019年7月25日、レッド）
- 意識高い系美女 イ○スタ映えする高級マンションで釣ったらヤレる！？（2019年8月9日、S級素人）
- リンガム（睾丸）オーラルマッサージ（2019年8月13日、アロマ企画）
- 即クンニ22人 恥じらい娘ぴくぴくガクガクイキ過ぎインタビュー（2019年8月15日、プリモ）
- 同級生たちの悪巧み まさか、うちの母ちゃんが… 授業参観後、あいつの母ちゃんとやれるか？やれないか？賭けてみようか？（2019年8月19日、熟女はつらいよ/熟女卍）
- SOD女子社員SP版 SOD酒場グループプレゼンツ！！ 人生は波乱万丈だ！ゲーム Hなマスがいっぱい過ぎて‘恥ずかしい’が止まらない！日頃お世話になっているユーザー様を招待した大感謝祭！（2019年8月22日、SODクリエイト）
- 農業Uターン家族 村の有力者は転入してきた夫婦奥さんに昏●茶を飲ませやりまくっていた 被害者20名（2019年8月25日、レッド）
- 大手就職人気企業に勤める私は入社希望の就活学生たちを酔わせてセックスしまくっています 被害者20名（2019年8月25日、レッド）
- 口説き続けた愛人と初セックスデート（2019年8月27日、SEX MACHINE）
- 素人妻ナンパ全員生中出し5時間セレブDX 66（2019年9月15日、ロータス）
- 町内慰安旅行で泥●させた奥さんたちに猥褻の挙句中出しSEXしていた町内会の親父たち（2019年9月25日、レッド）
- 濃密接吻レズビアン 義母と娘の唾液と愛液にまみれた濃厚すぎる快楽（2019年9月26日、ヒビノ）
- イキたくてもイカセない！何度も寸止めされる射精管理フェラチオ！！（2019年10月3日、グローリークエスト）
- 男子生徒から没収したアダルトグッズが火種に！？ バレたら懲戒免職！2泊3日の修学旅行でハメを外した教師たち！ 酒の勢いとはいえ先生同士で乱交しちゃって既婚なのに中出しまで！マジでモラルなし！（2019年10月7日、東京スペシャル）
- チ●ポ洗いのアルバイト 素人娘26人5時間（2019年10月19日、かぐや姫Pt/妄想族）
- S級熟女コンプリートファイル 阿部栞菜 6時間（2019年10月19日、VENUS）
- 痴漢OK熟女4 中出しSP（2019年10月24日、ナチュラルハイ）
- 会社のパワハラ女上司への復讐動画 ボクを虐める女上司を昏●薬入りのお茶で眠らせめっちゃくちゃ半端ないセックスをしたので投稿します。（2019年10月25日、レッド）
- 責められると疼いてしまう敏感なカラダ ドMな雌犬レズビアン4時間（2019年11月7日、ビビアン）
- 栞菜女王様の調教部屋 阿部栞菜（2019年11月8日、ケイ・エム・プロデュース）
- 衝撃映像 第2弾！ 素人レイプ投稿 美人家政婦さんを眠らせて犯す（2019年11月13日、カルマ）
- NTRスペシャル240！！（2019年11月16日、マキシング）
- 買い物帰りの奥さんたちを狙ったクロロホルムレ●プ 20名（2019年11月25日、レッド）
- 美人妻のイカセまくった後の妊娠しやすい受精OKマ●コに中出し8時間（2019年12月1日、変態紳士倶楽部）
- 膣圧で精子を搾り取るもの凄い騎乗位（2019年12月5日、グローリークエスト）
- あめりの！（2019年12月13日、あら、スケベ/妄想族）
- いきなり！すけべ椅子 もしも《すけべ椅子》がお茶やコーヒーのごとく当然のおもてなしの世の中であったなら（2019年12月13日、アロマ企画）
- 素人NTR投稿 親友の彼女を寝取っちゃったヤツ！盗撮して投稿して下さい！（2019年12月13日、カルマ）
- いじめっこにもういじめないとの約束で一度だけセックスした母親たち（2019年12月25日、レッド）

- 弟の勃起チ●ポ目撃！禁断妄想してオナニーしちゃったお姉ちゃんが悪かったよぉ～！（2020年1月1日、グレイズ）
- シンプルに上手なフェラ5時間 2nd 見た目普通の女の子なのにじゅっぽじゅっぽとエッチな音立てながらフェラする素人娘35人（2020年1月7日、かぐや姫Pt/妄想族）
- 非現実的妄想劇場 アナタの願望叶えます！もしも…狙った女の子を意のままに操ることのできる「呪いの人形」があったら？（2020年1月13日、カルマ）
- 見知らぬ男に抱かれる義母を前にしたら僕はもう止められない 宇野栞菜（2020年1月17日、ケイ・エム・プロデュース）
- 黒レザーパンツで白いザーメン搾り尽くす至極の腿こき2（2020年1月25日、アロマ企画）
- 町内会診察 婦人会の奥さんたちにワクチンと称した睡眠薬を注射し昏●レ●プしていた医師 20名（2020年1月25日、レッド）
- 拉致してきた女を昏●させ実況！ デカチンTV！AVです！ 「今回は～色々な女を味見しちゃいました～」（2020年2月25日、レッド）
- 息子の嫁とのセックス記録 宇野栞菜（2020年3月1日、プラネットプラス）
- 女囚人同士で喧嘩が発生！ 女囚人取調室昏●レ●プ 白状しない女容疑者。取り調べ中に飲んだお茶に睡眠薬が…（2020年3月7日、東京スペシャル）
- 酔いどれ親父のパワハラ顔舐め 宇野栞菜（2020年3月12日、レイディックス）
- うちの妻・N々緒（31）を寝取ってください85（2020年3月13日、ゴーゴーズ）
- 超強力な即効性の媚薬と 敏感になっちゃう催淫ツボマッサージで我慢できない制服美少女悶々整体院盗撮（2020年3月13日、カルマ）
- 狂気拷問研究所 Fall into pleasure with aphrodisiac 女王様蹂躙絶頂狂鳴狂詩曲 宇野栞菜（2020年3月25日、AVS collector’s）
- 化学実験室の事故！？昏●してしまう助手 教授と実験中、手伝いをしていた助手は言われる通りに薬品を入れると白い煙が！そのまま気を失ってしまう…（2020年3月25日、レッド）
- 匿名投稿エロ動画サイト この動画でオナニーしてるの…キミだよね？ さぁ！バラされたくなかったら目の前でオナニーしてもらおうか！（2020年4月7日、東京スペシャル）
- 脅迫！クロロホルム！ 襲われた女1人テント泊！ もうろうとする意識の中…抵抗もできず（2020年4月25日、レッド）
- 女子プロレス 巨乳トップレスファイト外伝 9 -　スレンダー貧乳　VS　巨乳対決　-（2020年4月29日、バトル）
- 兄の嫁を躾けた僕 宇野栞菜（2020年5月15日、なでしこ）
- 熟女レズ アパートの大家さんと住人 七海祐希 宇野栞菜（2020年5月19日、ルビー）
- 身体を這うチ○ポを小動物のように愛でる女性たち（2020年5月25日、アロマ企画）
- 猿轡を咬まされて 拘束！女囚人パワハラ強● うめき声をあげる女たち！耐え凌ぐしかない…（2020年5月25日、レッド）
- パンティの中にチ○ポを挟んで射精に導くお姉さん（2020年6月7日、アロマ企画）
- 可愛い女の子がペニスバンドを装着！ 一緒にシコシコしながらオナニー指示してくれるDVD（2020年6月13日、アロマ企画）
- センズリ小僧のM男くん向け2回連続オナニー射精命令（2020年6月19日、アロマ企画）
- 爆乳スーパースター春菜はな降臨 1（2020年6月19日、バトル）
- 巨乳トップレスボクシング外伝 7 -貧乳 VS 巨乳 対決!-（2020年6月19日、バトル）
- 加害者に天罰を！！ 交通事故で最愛の妻を亡くした旦那… 誘ってきたのはお前だろ！（2020年6月25日、レッド）
- 村の伝統行事 お神輿女子クロロホルム オメェ大丈夫か？熱中症で倒れてたぞ…（2020年6月25日、レッド）
- 恐怖！！尿道吸い女（2020年7月7日、アロマ企画）
- 万引きGメンの事件簿 万引き依存症の人妻たち… 「奥さん、お会計済んでませんよね？」（2020年7月7日、東京スペシャル）
- 痴●を邪魔する正義感OLに泣いてもやめない追い打ちイカセ（2020年7月9日、ナチュラルハイ）
- ATMでガチナンパ！！キャッシングローンで借金する懲りない金欠妻6名ゲッツ！！即ハメ中出しヤレんのか！？（2020年7月10日、プレステージ）
- 美人インストラクターがTバック食い込みエロ尻で誘惑してきた…（2020年7月10日、プレステージ）
- READY TO RUMBLE Versionピンク 4（2020年7月10日、バトル）
- 超大量オイル×「いい子いい子…」の亀頭撫で回し快感責め（2020年7月13日、アロマ企画）
- 修学旅行美少女風呂盗撮（2020年7月13日、カルマ）
- 男勝ちドミネーションMIXファイト 4（2020年7月17日、バトル）
- 作業マスクの下は… 工場勤務パートの奥さん脅迫！強●挿入！ 「あれぇ？作業着で気づかなかったけど…美人だしエロい身体してるじゃねぇか！」（2020年7月25日、レッド）
- ご近所さん！●っ払い美人妻！ 奥さん部屋間違ってますよ？ 「介抱するついでに色々触っとくか…あれ！？起きないなぁ…ヤレる！」（2020年7月25日、レッド）
- 投稿動画 無敵キモオタの撮影会 鬼畜！シングルマザーを標的に！（2020年8月7日、東京スペシャル）
- 普段は真面目過ぎるめがね先生がインチキ催淫アプリを使い僕が暗示にかかったフリをすると肉食スケベな本性丸出しで…（2020年8月14日、プレステージ）
- 熟女セクキャバで「私、おばさんだけど、黙っててくれたら…」と上司の奥さんが僕のチ◎ポを丸呑みする口実に乗っかってみたら…（2020年8月21日、プレステージ）
- クソ教師の鬼畜コレクション 脅迫！昏●中出し映像 いつの間に…こんな、挿れられて…（2020年8月25日、レッド）
- 堕ちていく意識の中で… 看護師拘束昏●レ●プ 下半身に残った違和感…（2020年8月25日、レッド）
- 変態悪質医師 催●療法を受ける人妻達 「股間が熱い、えっ？さっきのは夢？」（2020年9月7日、東京スペシャル）
- AVで必死にオナる童貞生徒を見た欲求不満の美人女教師は「こういうの興味あるの？」と一緒に居残りAV鑑賞、しかし、絶倫生ち◎ぽに目が離せなくなり…（2020年10月9日、プレステージ）
- 入院中の性処理をお見舞いに来た叔母にお願いしたところエロ尻騎乗位でこっそりどころか超大胆に抜き差し中出ししてくれた（2020年10月9日、プレステージ）
- 無防備な女性ソロテント泊！ 寝袋拘束レイプ むき出しの乳房と下半身！（2020年10月25日、レッド）
- うちの妻を寝取ってください 蔵出し秘蔵映像集【六】（2020年11月20日、ゴーゴーズ）
- 盗撮された肉体関係 人妻お持ち帰り脅迫！ 「この関係…旦那にバレたくないよなぁ」（2020年11月25日、レッド）
- 四つん這いのお尻の穴の収縮とシワの本数までバッチリ分かるアナルひくひくオナニー2（2020年12月7日、アロマ企画）
- 温泉旅館 レズビアンカップル旅先緊縛調教 宇野栞菜 春原未来（2020年12月7日、ビビアン）
- 鬼畜医師による定期検診 婦人会睡眠薬レ●プ 「私…寝ちゃい…えっ…」（2020年12月25日、レッド）
- 5人の女王様 調教部屋 4時間 vol.2（2020年12月25日、ケイ・エム・プロデュース）

- シーメールレズビアン ～変態スレンダー美女と淫乱ペニクリ娘～ 咲雪華奈 宇野栞菜（2021年1月1日、U＆K）
- 人妻ナンパ中出しイカセ32新宿編（2021年1月10日、ホットエンターテイメント）
- 微乳×美乳 生唾変態レズビアン ～メス汁強制体内吸収、覚醒するレズ細胞～ 宇野栞菜 加賀美さら（2021年1月13日、U＆K）
- 布団に潜り込んできてフェラチオしてくる最高にかわいい彼女2 18人（2021年2月10日、ホットエンターテイメント）
- 転落エリートマゾ堕ち調教露出 宇野栞菜（2021年2月19日、山と空/妄想族）
- エロモード全開！サービス過剰なち○ぽ好きエロマッサージ嬢たち（2021年2月26日、ケイ・エム・プロデュース）
- 優等生J○は全裸露出がお好き◆「誰かにバレたらどうしよう！？」と、放課後にセルフ露出する一部始終を見てしまった僕は…vol.4（2021年3月12日、プレステージ）
- 最初は拒否るけど、結局ヤラせちゃう義母総集編 様々な理由で義息子やその友達たちの肉便器と化した義母。（2021年3月19日、お夜食カンパニー）
- 僕の姉妹が睡眠中にスカートの中を撮ってたらムラムラしてきて思わず交尾して我慢できずに射精しちゃった（2021年3月23日、カリマンタン）
- 撮影会の途中でたまらず勃起したオタクたちが迫ると、押しに弱いマゾモデルが手こきとお口で大興奮ご奉仕射精！！（2021年5月13日、ケイ・エム・プロデュース）
- デニムマニアックス ～美脚、美尻のレズビアン～（2021年6月13日、U＆K）
- 阿鼻叫喚 女スパイ拷問熱湯責め（2021年7月7日、シネマジック）
- 自画撮り10人！人妻ディルド 子宮口突きズブっと昇天オナニー（2021年7月15日、ロータス）
- 接吻熟女レズ 3（2021年11月23日、なでしこ）
- イキ地獄限界拷問 4時間 快楽に支配され痙攣絶頂する女10人 Vol.2（2021年11月23日、AVS collector’s）
- M男クンのアパートの鍵、貸します。 宇野栞菜（2021年12月3日、ワープエンタテインメント）
- 熟女青姦交尾（2021年12月7日、ルビー）
- 強●絶頂絶叫！高速ドリルイカセ拷問調教 4時間（2021年12月21日、AVS collector’s）

- まるまる！阿部栞菜（2022年1月11日、なでしこ）
- グチョグチョに濡れる人妻のオマ○コ！ 他人棒と無我夢中でハメまくる人妻性交【4K映像】（2022年2月11日、人妻花園劇場）
- 新設マッサージで感じちゃった僕。その1（2022年2月15日、アロマ企画）
- チ○ポや乳首にご奉仕する美脚お姉さまの脚をひたすら舐め続け脚で射精する男（2022年2月15日、アロマ企画）
- 竿を喉奥に咥え込みながら顔動かさずに舌で亀頭かき混ぜ続けるフェラチオ（2022年2月22日、アロマ企画）
- まんぐりポーズでマンビラ広げておま○こ越しに笑顔の美少女！見られてヌれる！見せつけ挑発！（2022年2月22日、ケイ・エム・プロデュース）
- 憧れのスチュワーデスと性交 宇野栞菜（2022年3月4日、ドリームチケット）
- 射精するならゼッタイに絶対領域のフトモモ！その2（2022年3月15日、アロマ企画）
- NTR 美人妻応募2名 怒濤の乳首舐め！！欲求不満のムチ尻ママ＆照れ屋のスレンダーママが本気責め 中出し懇願SEX（2022年3月22日、HALENTINO/妄想族）
- ガチでリアルに！！モデルさんの自前ナマ下着でパンチラ撮らせてもらいました2（2022年4月26日、アロマ企画）
- 金持ちセレブ3姉妹ハーレム逆NTR 彼女のお姉さま達に、滅茶苦茶に寝取られまくった僕。（2022年5月12日、SODクリエイト）
- 【一流企業で働くエリートOL限定】マジックミラー号 「下着メーカーのモニター調査」と称して生おっぱいをモミモミしながらインタビュー 清純そうな見た目からは想像もつかない超ドえろ発言連発！敏感な美乳をもみほぐされて激ピストンでイキまくり！10人中10本番！（2022年5月26日、SODクリエイト）
- 生理的に嫌いな義理の弟に犯●れ中出しされ続けた黒ハイソックス美脚妻 宇野栞菜（2022年6月10日、人妻花園劇場）
- 極上の濃厚密着施術！積極的美女に全身でシゴかれて思いっきり発射出来るメンズエステ！（2022年6月28日、ケイ・エム・プロデュース）
- 宇野栞菜 神パンスト OL編 OLスーツの美脚を包んだ生ナマしいパンストを完全着衣でムレた足裏からつま先を味わい尽くす！時には顔騎や足コキ、時にはお尻にコスってぶっかけとやりたい放題！発情させられた女の変態調教絶頂プレイを楽しむフェチAV（2022年7月7日、親父の個撮）
- 背徳のエロス 他人棒に狂う妻 宇野栞菜（2022年7月12日、ながえスタイル）
- 彼氏の隣で寝取られる背徳のNTRマッサージサロン（2022年7月20日、STAR PARADISE）
- じゅるネチョ音とささやき淫語で耳からトロけるASMRメンズエステ 宇野栞菜（2022年7月29日、ワープエンタテインメント）
- 痴感妻達の告白3～痴●で感じる人妻・かんな～（2022年8月2日、下半身タイガース/妄想族）
- 1ヌキに1リットル！ オイル超絶無駄使いの手こきサロン（2022年8月9日、アロマ企画）
- 真・時間が止まる腕時計パート25（2022年8月25日、ROCKET）
- スレンダー人妻によるギンギンの童貞君を優しく筆おろし「本当に私でいいのかしら？」（2022年8月26日、ま○こ銀行）
- M男クンを待たせてる部屋の鍵、お貸しします。（2022年9月2日、ワープエンタテインメント）
- トビジオっ！銀行 桜ノ台支店 営業中はずっと痙攣・潮吹きっぱなし・失禁しても平然と喋り続けるOL（2022年9月8日、SODクリエイト）
- お小遣い大好きな素人人妻さんに「リモバイ」を着けて10分耐えたら謝礼を倍増しますよとお願いしたところ…人妻さん4名（2022年9月20日、山と空/妄想族）
- まるまる！宇野栞菜（2022年9月27日、なでしこ）
- 怪我の看病にきてくれた義母にフル勃起が止まらない 宇野栞菜（2022年10月20日、スターパラダイス）
- 中出し露天温泉 下品にイキまくるチ○ポ大好きスレンダーお姉さん（2022年10月28日、ま○こ銀行）
- 本当にあった全裸旅館23（2022年11月1日、ルビー）
- 僕が2年間通い続けたホテル総合職美女の職場盗撮 ハイエナ睡眠姦（2022年11月15日、山と空/妄想族）
- あなたの嫌うあの人と・・ ～同僚に中出しされてしまった私の妻～ 宇野栞菜（2022年11月22日、ながえスタイル）
- 借金まみれの情けないオレのせいで大切な妻と娘二人が絶倫極道オヤジの性処理肉便器にされていたなんて…（2022年12月8日、SODクリエイト）
- 不動産レディと2人っきり…内覧会でエロ交渉（2022年12月20日、ネクスト）

- 女体フェチ図鑑6完全全裸99人（2023年2月14日、グローリークエスト）
- オイルマッサージで発情メス堕ち 禁断のアヘアヘ本番記録（2023年2月24日、黒船）
- ハメ活美人妻浮気中出し～嫁の性欲を知らない旦那～ 栞菜さん/みなみさん（2023年5月5日、グレイズ）
- 宇野さんのパンスト脚がエロ過ぎて脳みそがとろけそう 宇野栞菜（2023年5月23日、MEGAMI）
- 綺麗なおばさま達の濃厚レズ4（2023年5月27日、セブンエイト）
- 宇野栞菜 濡れてテカってピッタリ密着 神競泳水着 ロリ可愛い女子の競泳水着姿をじっとりと堪能！着替え盗撮から始まり貧乳から巨乳にパイパン、ハミ毛、ジョリワキ等のフェチ接写やローションソーププレイや競泳水着ぶっかけ等を完全着衣で楽しむAV（2023年6月8日、親父の個撮）
- M男がハメられて抜け出せないアナル快楽専門風俗 宇野栞菜（2023年6月20日、M男パラダイス）
- ちっぱい女子と黒人 細身華奢ボディにデカ黒チンぶち込まれ…アヘ顔アクメ堕ち 宇野栞菜（2023年7月22日、シャーク）
- 股縄DID着衣緊縛 ロープで縛られ苦しみ悶える女6（2023年9月12日、シネマジック）
- その美貌とスレンダーなボディで虜にした 宇野栞菜 ベスト（2023年9月12日、ながえスタイル）
- アソコに直穿きスポウェア女子 触られたらすぐにじゅんっと濡れる！もうオナだけじゃ止められない！（2023年9月23日、オイスター海運）
- 「やめなさい！義理でも親子なのよ」美人でスレンダー体型がいやらしい義母に息子のチ○ポが勃起して…（2023年11月20日、ネクスト）
- 媚薬入り睡眠薬で昏●状態の美少女たちに夜●い中出し！！8人8中出しVol.8（2023年12月21日、親父の個撮）

- 全編オール裸！！全裸図鑑39人VOL.02（2024年1月20日、プラネットプラス）
- 新・夫婦交換会 4（2024年1月23日、GIGOLO（ジゴロ））
- 採用面接1秒でオファーを決めた、圧倒的美顔の人妻―。 今井栞菜 32歳 Madonna専属デビュー！！（2024年2月13日、マドンナ）
- 夫の親友に孕ませられた私 今井栞菜（2024年3月12日、マドンナ）
- 子育てに疲れた普通の奥様いらっしゃい エッチな欲求不満人妻とこっそり密会不倫AV撮影01（2024年3月12日、S級素人）
- 取引先の傲慢社長に中出しされ続けた出張接待。 専属美女、イイ女のスーツ『美』―。 今井栞菜（2024年4月9日、マドンナ）
- 夫には口が裂けても言えません、お義父さんに孕ませられたなんて…。-1泊2日の温泉旅行で、何度も何度も中出しされてしまった私。- 今井栞菜（2024年5月14日、マドンナ）
- 過激すぎる美麗OL4時間 PremierRemix 05（2024年6月11日、ケイ・エム・プロデュース）
- 町内キャンプNTR テントの中で中出しされた妻の衝撃的寝取られ映像 今井栞菜（2024年6月11日、マドンナ）
- 合鍵をもらった人妻が、男子学生が卒業するまで中出しされた一人暮らし部屋。 今井栞菜（2024年7月9日、マドンナ）
- 声も出せずクンニに悶える人妻介護 今井栞菜（2024年8月13日、マドンナ）
- 華やかなテレビ番組の裏側で…大嫌いな中年プロデューサーの中出しハラスメントに声も出せずに堕ちた私。 今井栞菜（2024年9月10日、マドンナ）
- 『部長の愛人』と噂の今井先輩が仕事中、向かい席からずっと僕を見てくる―。 今井栞菜（2024年10月8日、マドンナ）
- 「栞菜ちゃん、大きくなったね…。」 実家に帰るといつも二人の叔父さんに呼び出されて…。 今井栞菜（2024年11月12日、マドンナ）
- 一ヵ月で最も妊娠しやすい危険日に…最愛の妻を丸一日、兄に托して直接種付けしてもらいました。 今井栞菜（2024年12月10日、マドンナ）
- 全「女将のエロいおもてなし最高！」「男なら一度は行くべき！」と、ある情報誌で有名になった山奥の温泉宿に行ってみた。そこで待ち受けていた過剰接待とは、想像を超えるエロ接待だった！！9（2024年12月28日、セブンエイト）

- 夜間学校に通う‘ 人妻 ’同級生と時を忘れて求め合った青春やり直し性交ー。 今井栞菜（2025年1月14日、マドンナ）
- クズ取引先の肉奴●と化した婚約者 堕ちたオフィスのマドンナ≪受付嬢≫中出し輪● 今井栞菜（2025年2月11日、マドンナ）
- なぜ妻がいる俺の傍らに―、隣の奥さんがいるのでしょうか？ ’セックスレス解消’のために3Pを提案する世話好きママ友。（2025年3月25日、マドンナ）
- 禁断×横恋慕「お義父さん今日もオチ○ポしますか？」美人嫁16人4時間（2025年4月26日、ビッグモーカル）
- 義父との同居で終わりを告げた、私の幸せな結婚生活 今井栞菜（2025年5月5日、プラネットプラス）
- 息子は煩悩まみれの肉食獣―。首絞め・イラマ・固定バイブで完全メス堕ちする母親 今井栞菜（2025年5月6日、VENUS）
- 人妻不倫快楽漬け！！キメセク中出し性交 本能剥き出し愛液駄々洩れで肉便器と化した人妻の姿 12名5時間（2025年5月9日、ホットエンターテイメント）
- 同窓会の後は… 今井栞菜（2025年5月13日、タカラ映像）
- 派遣マッサージ師にきわどい秘部を触られすぎて、快楽に耐え切れず寝取られました。 今井栞菜（2025年5月13日、ダスッ！）
- 絶叫凌●レ●プ 強●される人妻 復讐の生贄となった美人若妻の悲劇！公衆便所レ●プ！！旦那の眼前で4P輪●！！ 今井栞菜（2025年5月13日、グローバルメディアアネックス）
- 仕事後の宅飲みで≪合意の元≫同僚達に廻されたOLの乱痴気動画。 銀座勤務OL:Kさん（2025年6月3日、NPJ）
- 市役所勤めの真面目な義理のお父さんが変態過ぎて…経験したことのないセックスで私は変態ドMだったと気づかされました。 今井栞菜（2025年6月13日、人妻花園劇場）
- 快楽エステルーム キモおじの凄テクに快感を覚えてしまった私 今井栞菜（2025年6月20日、プラネットプラス）
- マジックミラー号 「コンセプトエステで疲れた心と体を癒しませんか？」執事風のエステティシャンにお嬢様扱いされ少女のようにときめき不倫SEX！（2025年6月26日、SODクリエイト）
- 親方の巨根でねとられた妻 今井栞菜（2025年7月1日、熟女大学/熟女卍）

### アダルトVR
- 【VR】長尺41分・高画質 阿部栞菜の美○ンにブチ込め！！32歳人妻と甘い性交（2018年2月10日、ブイワンVR）
- 【VR】酔いつぶれた同僚（2018年5月25日、ANNEX（無言）/妄想族）
- 【VR】VR顔騎（2018年6月15日、ガン見隊）
- 【VR】VR ツイ☆ター（2018年7月15日、ガン見隊）
- 【VR】淫乱書道家。清楚で凛とした表の顔とは裏腹に肉欲に溺れる。阿部栞菜（2018年9月8日、TEPPAN VR）
- 【VR】王様として君臨できる世界（2018年12月7日、ムーディーズ）

- 【VR】HQ超激的高画質 果たして誰が求めてくるのか？突然出来た義理の姉はちょっとエッチでお酒大好きでよく女友達を家に呼んで宅飲みしてるんです！お姉ちゃんの女友達たちも当然お酒好きでエッチ好き！！結構、騒がしいしたまにボクの部屋に乱入してくるし冗談…TYPE-A（2019年2月19日、お夜食カンパニー）
- 【VR】HQ超激的高画質 果たして誰が求めてくるのか？突然出来た義理の姉はちょっとエッチでお酒大好きでよく女友達を家に呼んで宅飲みしてるんです！お姉ちゃんの女友達たちも当然お酒好きでエッチ好き！！結構、騒がしいしたまにボクの部屋に乱入してくるし冗談…TYPE-B（2019年2月19日、お夜食カンパニー）
- 【VR】HQ超激的高画質 果たして誰が求めてくるのか？突然出来た義理の姉はちょっとエッチでお酒大好きでよく女友達を家に呼んで宅飲みしてるんです！お姉ちゃんの女友達たちも当然お酒好きでエッチ好き！！結構、騒がしいしたまにボクの部屋に乱入してくるし冗談…TYPE-C（2019年2月19日、お夜食カンパニー）
- 【VR】HQ超激的高画質 果たして誰が求めてくるのか？突然出来た義理の姉はちょっとエッチでお酒大好きでよく女友達を家に呼んで宅飲みしてるんです！お姉ちゃんの女友達たちも当然お酒好きでエッチ好き！！結構、騒がしいしたまにボクの部屋に乱入してくるし冗談…TYPE-D（2019年2月19日、お夜食カンパニー）
- 【VR】オフィスOLを盗撮し続けるVR（2）（2019年5月20日、ステルス）
- 【VR】HQ超激的高画質 万引き少年バックヤード拘束ハーレム輪●VR（2019年5月21日、アパッチ）
- 【VR】阿部栞菜 絶頂17回 Aカップ敏感乳首！ 挿入中も胸イキ膣イキで計17回の絶頂中出し（2019年5月25日、TEPPAN VR）
- 【VR】宅飲み女子会潜入盗撮VR（2）（2019年7月25日、ステルス）
- 【VR】HQ超画質革命！一泊二日の中出し孕ませ温泉旅行 阿部栞菜（2019年8月12日、こあらVR）
- 【VR】HQ超画質革命！お風呂上りの浴衣ビジョ栞菜ちゃんとラブラブ「大好き◆」中出しSEX 阿部栞菜（2019年9月15日、こあらVR）
- 【VR】HQ超画質革命！Barで出会ったイイ女が酔って誘惑してきたからホテルで即ハメ。献身的な極上美女と連続絶頂中出しFUCK！ 阿部栞菜（2019年9月29日、こあらVR）
- 【VR】HQ超画質革命！【第二弾】目の前に広がる美アナル大図鑑―シワまで丸見え恥じらいヒクヒク美尻アナルVRー（2019年10月4日、こあらVR）
- 【VR】VR ボートデート ボート漕ぎパンチラ HQ（2019年10月18日、ガン見隊）
- 【VR】栞菜女王様の調教部屋 阿部栞菜（2019年11月25日、サロメ）

- 【VR】土下座視点 「おい！辱められてんのに何シコってんだよ！」（2020年4月2日、プリモ@VR）
- 【VR】女性専用ホテル潜入 オナニー盗撮（2020年7月16日、プリモ@VR）
- 【VR】【素人ハメ撮りVR】モデル級スレンダー歯科衛生士が艶尻フリ乱して元彼デカ○ンの幻影を払拭する中出しVRハメ撮り！！（2020年7月25日、スケこま一家VR）
- 【VR】水風船屋の思い出。 ノーモザイク 超高画質 HQ 4K60p（2020年9月10日、ガン見隊）

- 【VR】VR乳首舐め手コキHQ（2021年7月30日、レッド）
- 【VR】M男クンのアパートの鍵、貸します。Ver.VR 宇野栞菜（2022年2月2日、ワープエンタテインメント）
- 【VR】【WAAPVRリニューアル】憧れのスチュワーデスと性交 VR 宇野栞菜（2022年3月4日、ドリームチケット）
- 【VR】天井特化アングルVR ～兄嫁～ 宇野栞菜（2022年4月22日、ケイ・エム・プロデュース）
- 【VR】宇野栞菜のえげつない騎乗位を味わって下さい（2022年5月22日、ケイ・エム・プロデュース）
- 【VR】絶倫様大歓迎！回転式3点責めヘルス ‘ペロペロアタック’渋谷店‘ 至極の90分出し放題！ち●こも乳首もカッチカチ！キンタマ空っぽになるまで思う存分出し尽くす僕！ ※5射精以上で裏オプご褒美SEX！！（2022年8月1日、SODクリエイト）

- 【VR】【8K】病院暮らしのボクを幼い頃から担当してくれている女医と筆おろし性交 初めての口淫、初めての挿入でドキドキ・バクバク病室セックス 今井栞菜（2025年5月1日、SODクリエイト）

### 配信のみ
- 【配信専用】絶対主観で美少女から超気持ちイイねっとりレロレロ乳首舐めされつつ、ヌルヌルゴッシゴシ手コキされ精子が枯渇寸前！（2018年4月6日、 プレステージ ）
- 素人ナンパ中出しスティンガー 7 乳首ビンビン美人ギャル妻→連続激イキ！→大量潮吹き！！（2018年12月13日、木曜だヨ！全員集合っ！！）
- 宅配ピザ屋と変態女子（2019年1月25日、あら、スケベ/HERO）
- あめりのグループレズ！（2019年8月23日、あら、スケベ/妄想族）
- よく犬の散歩で会うスケベな体のスキニージーンズ奥さんとハメたい（2）（2019年10月25日、パラダイステレビ）
- 異常快感地獄 脳内麻薬出まくり意識吹っ飛ぶ快感近親相姦 乳首キメセクVOL.5（2020年1月17日、BUNGEE ENTERTAINMENT）
- VIP限定高級人妻デリヘルを呼んだら昔憧れていたクラスのマドンナがやってきた03（2020年7月17日、VENUS）
- よく犬の散歩で会うスケベな体のスキニージーンズ奥さんとハメたい豪華版（2020年7月24日、パラダイステレビ）
- 媚薬で覚醒！雌犬と化したガンギマリM女ハメ撮りキメセク（仮）（2020年8月28日、ハメドリネットワークSecondEdition）
- SNSで繋がった素人ハメ撮り「私たち結婚適齢期」素人お姉さん4名4時間スペシャル（2021年4月20日、FuuTube）
- エロエロ！AV面接 AV女優のたまごにセクハラ面接☆（2021年7月3日、素人Pro）
- 首輪の美女 四つん這いで乱暴に犯●れながら感じてしまう人間犬（2021年8月23日、カムカムぴゅっ！）
- 全身性感帯のスレンダーなお姉さんと3P 宇野栞菜（2021年9月29日、ズボズバ）
- エロエロ奥様の中出し風俗嬢 Part.3 宇野栞菜（2021年10月18日、ズボズバ）
- エロエロ奥様の中出し風俗嬢 Part.4 宇野栞菜（2021年10月18日、ズボズバ）
- 恵子（2022年5月18日、サディヴィレナウ！）
- 媚薬入り睡眠薬で昏●状態の美少女たちに夜●い中出し！！8人8中出しVol.8（2022年9月8日、西新宿マッサージ本舗）
- M男クンの部屋に痴女がやって来た！ 貴男の肛門イジメます♪（2023年4月3日、カムカムぴゅっ！）
- スレンダー美女を調教しました Part.1（2023年7月10日、メスイキ）
- スレンダー美女を調教しました Part.2（2023年7月10日、メスイキ）
- スレンダー美女を調教しました Part.3（2023年7月10日、メスイキ）
- スレンダー美女を調教しました Part.4（2023年7月10日、メスイキ）
- スレンダー美女を調教しました Part.5（2023年7月10日、メスイキ）
- スレンダー美女を調教しました Part.6（2023年7月10日、メスイキ）
- 痴女、お貸しします 宇野栞菜（2023年9月1日、CHoBitcH）
- 媚薬オイルマッサージ 痴●盗撮＆中出し素人娘VOL.49 超強力媚薬を配合したマッサージオイルを施術中に知らずに塗りこまれたオンナは、身体の火照りに驚き、チ○ポを欲しがる自分に戸惑い、垂れ出したマン汁に恥ずかしがりながらも生ハメ中出しまで欲してしまう！（2023年9月7日、西新宿マッサージ本舗）
- 一流企業で働くエリートOL【かんな】さん マジックミラー号 「下着メーカーのモニター調査」と称して生おっぱいをモミモミしながらインタビュー 清純そうな見た目からは想像もつかない超ドえろ発言連発！敏感な美乳をもみほぐされて激ピストンでイキまくり！（2024年6月24日、SODクリエイト）
- 下品なオナホ顔でジュボジュボしゃぶりつく！フェラチオが上手すぎる素人娘10名6（2024年8月20日、Flower）
- パパ活しまくりテクニック抜群！楽しそうにチンしゃぶフェラアナル舐め奉仕してくれるド変態エロ娘。個人撮影6（2024年9月20日、Flower）
- フェラチオ鬼顔射！！素人娘の可愛い顔に特濃本物ザーメンぶっかけ大量射精！4（2024年11月20日、Flower）
- 義父と織り成す濃密ドラマ集 罪深き瞬間にあなたの理性が崩壊する。パート3（2025年4月26日、いきなりエロざんまい）

### web配信
- かんな（2017年12月19日、High SCENE）
- かんなさん（2018年1月14日、E★ナンパDX）
- かんなさん2（2018年1月14日、E★ナンパDX）
- かんな（2018年1月27日、俺の素人）
- かんな（2018年3月29日、俺の素人）
- ふみえ（2018年5月9日、エチケット）
- かんな（2018年5月9日、俺の素人）
- 栞菜（2018年6月6日、ハメ撮り大作戦）
- かんな（2018年6月6日、俺の素人）
- 栞菜 2（2018年6月13日、ハメ撮り大作戦）
- Kanna（2018年8月13日、俺の素人）
- かんなさん（2018年8月30日、俺の素人）
- Kanna（2018年9月13日、俺の素人）
- 栞菜（2018年10月19日、人妻空蝉橋）
- KANNA 2（2018年10月27日、俺の素人）
- かな（2018年12月2日、俺の素人）
- Kさん（2019年1月7日、ゲリラ）
- かんな（2019年1月23日、G-AREA）
- 栞菜（2019年2月12日、E★人妻DX）
- かんなちゃん2（2019年5月4日、俺の素人）
- りりな（2019年6月29日、黒船提督）
- かんな（2019年8月10日、アイドリ）
- かんな（2019年8月15日、SNSで繋がった素人ハメ撮りサークル）
- ゆう（2019年9月11日、E★人妻DX）
- かんな（2020年10月16日、フライデー）
- カナ（2020年12月1日、ION ヨアソビ）
- かんな（2021年2月19日、素人こねくしょん ）
- ひなの（2021年2月22日、黒船提督）
- かんな（2022年8月25日、俺の素人-Z-）
- かんな 2（2022年10月26日、俺の素人-Z-）
- さお（2023年1月20日、まんまんランド）
- 望（2023年8月4日、ION イイ女を寝取りたい）
- Kさん（2024年1月5日、俺の素人）
- かんなちゃん（2024年8月15日、ペロン・ゲリオン）
- 激スリム乳首ぽっち女店員（2024年8月15日、T153 B78(A) W54 H79）

- 【初撮り】ネットでAV応募→AV体験撮影 494（2017年11月15日、）
- かんなさん（2018年1月14日、E★ナンパDX）
- かんなさん 2（2018年1月14日、E★ナンパDX）
- ■■スレンダー系ドM美女！■■パパ活女子の実態！えりか(25)、ネイリストの場合。ご飯、買い物に一緒に行って3万もらってます→高すぎる！肉体関係あるでしょ？→「相手のオナニーを見たりとか」→一生パパ活でHなことはしない？→「私MなのでSなパパが現れたらワンチャンあってもいいかも…」→なんですと！？じゃあ僕が今からパパになるのでオナニー見せてください！→「見て欲しい…」えっ、いきなりドMスイッチオン！そのまま僕の言いなりに！→そういう事なら好き放題突っ込んで、華奢なスレンダーボディに大量ぶっかけちゃいました！！今後、僕とパパ活じゃなくてセフレになりませんか？ｗｗ（2018年1月23日、prestigepremium）
- 【配信専用】絶対主観で美少女から超気持ちイイねっとりレロレロ乳首舐めされつつ、ヌルヌルゴッシゴシ手コキされ精子が枯渇寸前！（2018年3月29日、ふぇち党）
- かんな（2018年5月1日、俺の素人-Z-）
- マジ軟派、初撮。 1163（2018年9月24日、ナンパTV）
- 栞菜（2018年11月16日、人妻空蝉橋）
- 【Gスポイキ】エロエロ！AV面接 Case.07 子持ち奥様がデカチン交尾で絶頂連発・・・！（2018年12月12日、黒船）
- かんな（2019年2月16日、G-AREA）
- 栞菜さん 29歳 チッパイだけど感度抜群な奥さん（2019年2月16日、E★ナンパDX）
- 【憧れのAV男優】ハイテンションなキャバ嬢の敏感マ〇コを犯しまくって中出し！（2020年10月28日、黒船）
- まさかの露出狂J●を発見！！地元で有名なお嬢様高J●のアブノーマル癖を目の当たりにした僕は我慢出来ずに凸！早熟マ●コにバイブと生チ●ポぶっ挿してあげましたww（2021年2月12日、）
- イ○スタ女子 連込みナンパ かんなちゃん（2022年5月9日、ペロンゲリオン）
- かんな(28)（2022年8月25日、俺の素人-Z-）
- 【メンエス盗撮/さおさん/27歳/人妻】メンズエステで働く超敏感スレンダーボディのワケあり人妻さんに裏金握らせ本番行為！旦那さんがいるのに無許可で中出ししちゃった一部始終ｗｗｗ（2022年10月20日、まんまんランド）
- 乳首をこねくり回されて感じれば感じるほど腹筋が浮かび上がる引き締まったスリムボディの美人店員【ノーブラ/ちっぱい/乳首こねくり/貧乳パイズリ】（2024年1月22日、しろうとまんまんダークネス）
- 結婚半年の新妻に元上司が孕ませ生中出し（2024年3月21日、）

- 個人撮影オリジナル◆本編顔出美魔女/貴子さん（30歳）と密会ハメ撮り（高画質ZIPファイル）（2018年3月30日、第三営業部）
- 【個人撮影】とうこ 25歳 社長秘書♥激敏感なスレンダーボディと密着セックス！デカすぎ注意な凶器チンポをオマンコいっぱいに押し込められ悶絶イキ！【承諾済み】（2018年4月3日、承諾済み素人ハメ撮りアカ）
- オリジナル個人撮影◆本編顔出美魔女/貴子さん（30歳）PART2（高画質ZIPファイル）（2018年4月7日、第三営業部）
- 【個人撮影】社長秘書 とうこさん 25歳❤美脚ハイヒールでHな時間外労働❤ストッキング破いてバイブぶっ込み生ハメ中出しセックス！！【承諾済み】（2018年4月10日、承諾済み素人ハメ撮りアカ）
- 個人撮影オリジナル◆美魔女/貴子さん（30歳）フェチハメ撮り編（高画質ZIPファイル）no.3（2018年8月11日、第三営業部）
- オリジナル個人撮影◆美j塾女/貴子さん（30歳)責めまわし編（高画質ZIPファイル）（2018年8月24日、第三営業部）
- 栞菜（2019年5月4日、人妻空蝉橋）
- ※販売終了※《個人撮影》芸能モデル・タレント　地下アイドル出身　女性用性感マッサージ（2019年5月17日、トニー・XYZ　2020）
- ＃８　かんな　CMにも出演する８頭身の現役モデル。感じすぎてゆがむ美顔と割れる声。最後はクチマンコに中出しゴックン【個人撮影】【はめ撮り】【6/30までの特別価格】（2019年5月17日、イチャラブヘイタ）
- かんなさんとオリジナルバイブ作って使う→中出し（2019年8月8日、SNSで繋がったハメ撮りサークル）
- G-AREA「かんな」ちゃんは明るい性格のスレンダーなエロい美人アパレル店員（2019年11月23日、g-area）
- 【人妻・ママ活】美人若妻大集合！生まれながらの変態チンしゃぶ中毒妻が学生ペニスをしゃぶり尽くす神フェラチオ映像【精子喰い】（2020年3月3日、シャク八郎）
- 吸引フェラ♡27歳カフェ店員の顔面に超濃厚スペルマ汁ぶっかけ大量顔射♡完全顔出♡個人撮影♡（2020年3月6日、すぺるまん@ふぇら大量顔射）
- ヌルヌルじゅぽじゅぽのねっとり愛撫で骨抜きにするエロ妻のごっくんフェラ【おしゃぶりNo.26】（2020年4月10日、フェラララ!!）
- 【栞菜 26歳 スレンダーボディ＆美脚ほんわか娘】前編：足裏鑑賞◎ベージュパンスト＜ランガード・つま先補強あり＞（2020年7月24日、高円寺☆ゴロー）
- 【栞菜 26歳 スレンダーボディ＆美脚ほんわか娘】後半：足裏ぶっかけ◎ベージュパンスト＜ランガード・つま先補強あり＞（2020年7月31日、高円寺☆ゴロー）
- 【野外調教】すまし顔の美女OL経理部28歳／遊歩道で全裸徘徊自慰／廃墟で生ハメ【個撮】☆レビュー特典あり☆（2020年11月20日、あうとどあ仙人1号）
- 【野外調教】すまし顔の美女OL経理部28歳／駐車場口内発射／屋上で全裸露出／肉棒調教【個撮】☆レビュー特典あり☆（2020年11月21日、あうとどあ仙人1号）
- 更衣室に囚われたショップ店員（宇野栞奈）（2021年8月11日、まるかつ＠AV監督）
- ※凍結注意 彼氏持ちのJDに強制中出し。※女の子身バレによりまもなく削除注意（2022年1月5日、カンパニー長田）
- 【熟女・中出し】色気ムンムンメガネ熟女！スレンダーBODYをじっくり堪能！生チ○ポで大絶叫イキ！大量中出し！（2022年1月17日、熟女専科）
- 【中出し】美人スレンダー眼鏡秘書を好き放題に突きまくる。　※限定（2022年2月3日、アクメマン）
- 【個人撮影】メガネ人妻と極不倫セックス　職業は本人なりに伏せているもおそらく教員　生徒に見せてやりたいこのよがり方（2022年2月6日、穴太郎Z）
- ※数量限定【素人】清楚な色白スレンダー美人若妻。整った髪が激しく乱れる濃厚不倫セックスで痙攣絶頂。【大量中出し】（2022年2月8日、チェリーパイ）
- 【個撮】眼鏡をかけた真面目な奥様♥電マ責めで理性を失ってしまう♥（2022年3月19日、熟妻太郎）
- 【素人/NTR】子持ち奥さんのエロ面接♡オフィスの一室で全裸電マ責めの羞恥プレイ♡（2022年5月3日、HASEGAWA）
- 【素人】真面目系のスタイル抜群人妻♥下着姿を見られて、剛毛マンコびっしょりに♥（2022年5月16日、熟妻太郎）
- 【素人】眼鏡をかけて真面目そうな若妻さん！ 不倫相手に愛撫されてエロさ暴走！（2022年5月23日、熟妻太郎）
- 【素人】スタイル抜群の綺麗系奥様♥ バイブ・電マ責めでガクガク絶頂！（2022年6月19日、天使の時間）
- 【メガネ美人】セレブでエロい雰囲気のお姉さんとホテルで生SEX（2022年6月19日、サイコロステーキ先輩）
- 【素人】えっちな雰囲気を漂わせている美女♥ Sかと思いきや80%Mでした♥（2022年6月26日、天使の時間）
- 【素人】小倉●子似の美脚OL♥ 会議室でのSEXでマン汁大量♥（2022年7月1日、エロ密JP）
- 【素人／人妻】お上品な赤メガネのセレブ妻をナンパ。美尻映えるTバック姿に大興奮の中出しセックス。（2022年7月4日、スマトラ警備隊）
- 【素人】ハイテンションな激エロ美女２１歳。スレンダーボディに鬼ピスSEX。（2022年7月6日、HASEGAWA）
- 【個人撮影】めちゃくちゃ細くて綺麗な人妻”りりなさん”♥ 不倫SEXで痙攣絶頂！！（2022年7月8日、エロ密JP）
- 大手企業社長の人妻。スレンダーで綺麗なカラダを艶めかしく堪能しました。※限定（2022年7月8日、ク●パのJr.）
- 【人妻・ハメ撮り】スレンダー美人妻（32）愛液溢れるピンク色のトロトロま〇こを堪能！我を忘れて喘ぎまくる淫乱プレイ！（2022年7月9日、人妻ハメ撮り師）
- 社長貴方が事務所でやっていたことを全て晒し上げます覚悟はいいですか3。在庫のみ（2022年7月9日、コキ使われる下っ端）
- 【個人撮影】めちゃくちゃウエストが細いOLさん♥ オフィスで裸になっていつも以上に興奮♥（2022年7月11日、天使の時間）
- 【人妻個撮】赤ブチ眼鏡の清楚スレンダー奥様35歳。Mっ気たっぷりの生ハメ中出し浮気セックス。【ハメ撮り】（2022年7月17日、さわやか）
- 【素人・盗〇】AVの面接に来た26歳子持ち奥様！スレンダーな裸体をさらけだす！（2022年10月2日、落ちこぼれ東大卒）
- 【素人・ハメ撮り】AVの面接に来た子持ち奥様がデカチン交尾で絶頂連発！その場でハメ撮りSEX！（2022年10月9日、落ちこぼれ東大卒）
- 【個撮】今では人妻となった身長173cmの元バレーボール選手をハメ撮り。 細いウエストをくねらせてイっている最中にどっぷり中出し！（2022年10月22日、妻人（つまんちゅ））
  1. 若妻#流出＃平日昼間からチャットオナニーで痴態を曝け出す人妻：Sさん(24)（2023年1月1日、珍棒ぶんぶん丸）
- 高身長・細長い手足・小さな顔・締まったウエストを持つモデル級美女ヨガインストラクター（2023年1月13日、カンパニー長田）
- 【阿寒湖のマリモになる覚悟はできてる】すすきのキャバクラ有名店キャスト、最初で最後の完全顔出しハメ撮り ※素人・個人撮影（2023年6月19日、はかない幻）
- 何もない日常が辛すぎた地方在住の美人妻がワンデイ上京 #003（2023年9月12日、【ホットクリップス！ 熟女・人妻チャンネル】）
- スレンダー上品美人な奥さんにリモバイ散歩をお願いしたら…リモバイの振動で腰砕け悶絶・他人チ●ポ挿入され腰を浮かせて絶頂し中出しさせたUさん（2024年12月18日、あうとどあ仙人1号）

- 女スパイ拷問熱湯責め2（2021年5月18日、まるかつ＠AV監督）
- 更衣室に囚われたショップ店員（宇野栞奈）（2021年9月21日、まるかつ＠AV監督）

- 純真でおしとやかな美人妻は夫の上司に手篭めにされる かんな　VOL.1（2020年9月24日、max）
- 純真でおしとやかな美人妻は夫の上司に手篭めにされる かんな　VOL.2（2020年9月25日、max）

- 【ＪＡＧＡｓ全部盛り！】宇野栞菜さんのくすぐり、くすぐられ６本全部盛り!!（2021年4月30日、JAGAs CLIPs）
- 【ぐりセット】宇野栞菜さんのくすぐりＭ/Ｆシリーズ３本セット盛り！（2021年4月30日、JAGAs CLIPs）
- 【ぐらセット盛り！】宇野栞菜さんのくすぐられ３本セット盛り!!（2021年4月30日、JAGAs CLIPs）
- ⑥【Ｍ/Ｆ】諜報員宇野栞菜が『ヤマモト』か？逆転仕返し超絶ワキノシタくすぐり拷門 SD（2021年4月30日、JAGAs CLIPs）
- ⑤【Ｍ/Ｆ】宇野栞菜のあ、ヤバいヤバい、ムリムリムリムリ―!!!超絶ワキノシタくすぐり SD（2021年4月30日、JAGAs CLIPs）
- ⑥【Ｍ/Ｆ】諜報員宇野栞菜が『ヤマモト』か？逆転仕返し超絶ワキノシタくすぐり拷門 FH（2021年4月30日、JAGAs CLIPs）
- ⑤【Ｍ/Ｆ】宇野栞菜のあ、ヤバいヤバい、ムリムリムリムリ―!!!超絶ワキノシタくすぐり FH（2021年4月30日、JAGAs CLIPs）
- ④【Ｍ/Ｆ】宇野栞菜の、足裏鑑賞、足裏くすぐり SD（2021年4月30日、JAGAs CLIPs）
- ④【Ｍ/Ｆ】宇野栞菜の、足裏鑑賞、足裏くすぐり　FH（2021年4月30日、JAGAs CLIPs）
- ③【Ｆ/Ｍ激】諜報員宇野栞菜の国際的テ口リスト『ヤマモト』くすぐりイカセ尋問 SD（2021年4月30日、JAGAs CLIPs）
- ③【Ｆ/Ｍ激】諜報員宇野栞菜の国際的テ口リスト『ヤマモト』くすぐりイカセ尋問 FH（2021年4月30日、JAGAs CLIPs）
- ②【Ｆ/Ｍ蜜】もうだいぶ大人でsexyなドS妹、宇野栞菜ちゃんのケーキをこっそり食べたらくすぐりお仕置きされた SD（2021年4月30日、JAGAs CLIPs）
- ②【Ｆ/Ｍ蜜】もうだいぶ大人でsexyなドS妹、宇野栞菜ちゃんのケーキをこっそり食べたらくすぐりお仕置きされた FH（2021年4月30日、JAGAs CLIPs）
- ①【Ｆ/Ｍ素】天性のくすぐりお姉さん宇野栞菜さんのグイグイ追い詰めるドＳくすぐり SD（2021年4月30日、JAGAs CLIPs）
- ①【Ｆ/Ｍ素】天性のくすぐりお姉さん宇野栞菜さんのグイグイ追い詰めるドＳくすぐり FH（2021年4月30日、JAGAs CLIPs）
- 純真でおしとやかな美人妻は夫の上司に手篭めにされる かんな　VOL.2（2020年9月25日、maxing.gcolle@gmail.com）
- 純真でおしとやかな美人妻は夫の上司に手篭めにされる かんな　VOL.1（2020年9月24日、maxing.gcolle@gmail.com）
- かんなさんとオリジナルバイブ作って使う→中出し（2019年8月9日、SNSで繋がった素人ハメ撮りサークル）

- かんなさんとオリジナルバイブ作って使う→中出し（2019年8月8日、SNSで繋がったハメ撮りサークル）

### イメージビデオ
- 元秋○放送報道アナウンサー着エロデビュー/三田ゆうき（2018年7月27日、スパイスビジュアル）
- Kanna 官能の調べ/阿部栞菜（2019年4月4日、REbecca）

### デジタル写真集
- ブイワンVR 主観写真集 オトナ女子。厳選4名収録（2018年8月30日、ブイワンVR）
- 純真でおしとやかな美人妻は夫の上司に手篭めにされ性奴●になる 阿部栞菜（2019年10月18日、MAXING美少女写真集）
- あなたを見つめてイク！美少女 300枚決定版（2020年2月13日、ブイワンVR）
- 息子の嫁とのセックス記録 宇野栞菜（2020年3月1日、七狗留）
- 女教師in...（脅迫スイートルーム） 阿部栞菜（2020年3月7日、HAME×ドリームチケット）
- 純真でおしとやかな美人妻は夫の上司に手篭めにされ性奴●になる / 阿部栞菜（2020年4月10日、----）
- Kanna 官能の調べ・阿部栞菜（2020年4月17日、Rebecca）
- 女子アナ志望の某有名ミスキャンパス遂に発掘！天才的な敏感体質！騎乗位で豹変する絶倫娘！ Episode.01（2021年1月13日、A＆T）
- 女子アナ志望の某有名ミスキャンパス遂に発掘！天才的な敏感体質！騎乗位で豹変する絶倫娘！ Episode.02（2021年1月15日、A＆T）
- 女子アナ志望の某有名ミスキャンパス遂に発掘！天才的な敏感体質！騎乗位で豹変する絶倫娘！ Complete版（2021年4月2日、A＆T）
- M男クンのアパートの鍵、貸します。 宇野栞菜（2021年12月31日、HAME×WAAP）
- 憧れのスチュワーデスと性交 宇野栞菜（2022年4月1日、HAME×ドリームチケット）
- 羞恥温泉旅行 秘湯悦楽堕ち 阿部栞菜 本日のおかず（2022年9月21日、DEC）
- 嫌いな義父に中出しレ×プされ続けた人妻 阿部栞菜 Episode.01（2023年2月24日、極楽）
- 嫌いな義父に中出しレ×プされ続けた人妻 阿部栞菜 Episode.02（2023年2月25日、極楽）
- DokkiriQueen 宇野栞菜（2023年4月13日、DokkiriQueen）
- 嫌いな義父に中出しレ×プされ続けた人妻 阿部栞菜 Complete版（2023年5月6日、極楽）
- 私、実は…変態なんです。vol.1（2023年9月29日、プライベート調教）
- 生理的に嫌いな義理の弟に犯●れ中出しされ続けた黒ハイソックス美脚妻 宇野栞菜 Episode.01（2024年11月3日、極楽）
- 生理的に嫌いな義理の弟に犯●れ中出しされ続けた黒ハイソックス美脚妻 宇野栞菜 Episode.02（2024年11月4日、極楽）
- 生理的に嫌いな義理の弟に犯●れ中出しされ続けた黒ハイソックス美脚妻 宇野栞菜 Episode.03（2024年11月8日、極楽）
- 生理的に嫌いな義理の弟に犯●れ中出しされ続けた黒ハイソックス美脚妻 宇野栞菜 Episode.04（2024年11月9日、極楽）
- 生理的に嫌いな義理の弟に犯●れ中出しされ続けた黒ハイソックス美脚妻 宇野栞菜 Complete版（2025年2月11日、極楽）

## 出演

### インターネット配信
ウェブテレビ
- DTテレビ　#78（2019年6月14日、AbemaTV）SOD女子社員として[18]

YouTube
- DiazGroup公式YouTubeチャンネル「POW!! POW!! DIAZ Channel」⇒「全力ブルマ」（2020年9月15日 - 、YouTube）[注 3]
  - DiazGroup公式YouTubeチャンネル / 【初配信】POWチャンNIGHT!!【Vol.1】（2021年3月26日、YouTube）
- サブチャンネル「全力ブルマの更衣室」（2022年4月7日 - ）

### ラジオ
- KaratLunch（2025年7月10日、渋谷クロスFM） - アシスタントMC

### 雑誌
- 実話大報 2018年05月号（ジーオーティー） - グラビア
- 人妻DVD DREAM 2019年02月号（三和出版） - グラビア

### 舞台
- 劇団DUO福斗清☆「絶対にNTRれないオ・ト・コ」（2022年10月28日、三栄町LIVE STAGE）